# Misumena citreoides
Misumena citreoides là một loài nhện trong họ Thomisidae.
Loài này thuộc chi Misumena. Misumena citreoides được Władysław Taczanowski miêu tả năm 1872.